# Ma sorcière bien-aimée (comics)
Pour les articles homonymes, voir Ma sorcière bien-aimée (homonymie) et Bewitched.
Ma sorcière bien-aimée (Bewitched) est série de comics qui reprend les personnages et situations de la série télévisée à succès Ma sorcière bien-aimée, vaguement inspirée du film de René Clair, Ma femme est une sorcière. Les 8 saisons et 254 épisodes de la série télévisée démontrent à l'envi l'accueil du public.
Dès 1965, Dell achète la licence et publie une série de comics qui aura 14 numéros jusqu'en 1969.

## Thème
Nous sommes au début des années 1960, les Trente Glorieuses sont à leur apogée et l'American way of life est encore un modèle. Un jeune couple vient d’emménager dans un pavillon de banlieue de la middle class. Lui, Darrin (Jean-Pierre dans la version télé française) est publicitaire, elle, Samantha, est femme au foyer. Un couple en apparence normale à ceci près que Samantha est fille de sorcière et sorcière elle-même.
Son mari finit par l'apprendre et il lui demande de ne jamais utiliser ses pouvoirs. Bien évidemment, les visites fréquentes de sa belle-mère, Endora, qui ne l'aime guère et celle de son patron, Alfred, et de clients importants rendent ce vœu irréalisable  
Comme pour la série télévisée, le comics est basé sur la comédie de situation.

## Publications

### Bewitched
34 histoires originales, soit 375 planches. Les dessins ont tous été réalisés par Henry Scarpelli, sauf le #13 pour lequel le doute subsiste.

#### #1eravril 1965
1. Meet My Witch - 11 planches
2. Hotel Havoc - 11 planches
3. Clobber That Robber - 7 planches

#### #2 juillet 1965
4. Go West, Young Man…and Witch! - 10 planches
5. Is This Trip Necessary? - 13 planches
6. Go-Go-Golden Gulch! - 9 planches

#### #3 septembre 1965
7. The Unsettled Settlers - 11 planches
8. It's a Tough Life - 9 planches
9. Home Sweet Home - 12 planches

#### #4 mars 1966
10. Ha-Ha Halloween - 10 planches
11. The Haunted Hunt - 11 planches
12. Tricky Treasure - 11 planches

#### #5 juin 1966
13. Mountain Fever - 31 planches

#### #6 septembre 1966
14. Tricky Tabatha - 32 planches
15. My Husband, the Artist - 1 planche

#### #7 décembre 1966
16. Off to the Fair - 11 planches
17. Somebody Stole My Baby - 9 planches
18. Ride 'Em Chicken - 11 planches

#### #8 mars 1967
19. Wrong Way Witch - 11 planches
20. Let Darrin Do It - 8 planches
21. Hide the Hero - 13 planches

#### #9 avril 1967
22. This Is a Circus? - 11 planches
23. How Does Your Garden Grow? - 6 planches
24. Safari, So Good - 10 planches

#### #10 juillet 1967
25. Witch Pretty Baby? - 10 planches
26. Beach Boy Darrin - 12 planches
27. Noisy Neighbors - 10 planches

#### #11 octobre 1967
28. Cinderella '67! - 12 planches
29. Trouble in Store - 10 planches
30. Short Order Sam - 10 planches

#### #12 octobre 1968
Reprise du #1

#### #13 janvier 1969
31. Double Trouble - 13 planches
32. Yippee Happy - 9 planches
33. Look! Up In the Air! - 5 planches
34. Witch's Wheels - 5 planches

#### #14 octobre 1969
Reprise du #2